# Diplobrachia southwardae
Diplobrachia southwardae är en ringmaskart som beskrevs av Ivanov 1963. Diplobrachia southwardae ingår i släktet Diplobrachia och familjen skäggmaskar. Inga underarter finns listade i Catalogue of Life.